# Орловский сельсовет (Дзержинский район)
Орловский сельсовет - сельское поселение в Дзержинском районе Красноярского края.
Административный центр - село Орловка.

## Население
| 2010 | 2012 | 2013 | 2014 | 2015 | 2016 | 2017 |
| ---- | ---- | ---- | ---- | ---- | ---- | ---- |
| 511  | ↘503 | ↘473 | ↘433 | ↘419 | ↘404 | ↗413 |

## Состав сельского поселения
В состав сельского поселения входят 4 населённых пункта:
| № | Населённый пункт | Тип населённого пункта       | Население |
| - | ---------------- | ---------------------------- | --------- |
| 1 | Асанск           | деревня                      | 9         |
| 2 | Орловка          | село, административный центр | 465       |
| 3 | Харьковка        | деревня                      | 4         |
| 4 | Чемурай          | деревня                      | 33        |

## Местное самоуправление
Орловский сельский Совет депутатов
Дата избрания14.03.2010. Срок полномочий: 5 лет. Количество депутатов: 8
Глава муниципального образования
- Зинкевич Любовь Васильевна. Дата избрания: 14.03.2010. Срок полномочий: 5 лет